# Conus annegretae
Espèce
Conus annegretae est une espèce de mollusques gastéropodes marins de la famille des Conidae.
Comme toutes les espèces du genre Conus, ces escargots sont prédateurs et venimeux. Ils sont capables de « piquer » les humains et doivent donc être manipulés avec précaution, voire pas du tout.

## Distribution
Cette espèce marine est présente au large de l'Angola.

## Taxonomie

### Publication originale
L'espèce Conus annegretae a été décrite pour la première fois en 2018 par le malacologiste Christfried Schönherr (d) dans la publication intitulée « Conchylia »,.

### Synonymes
- Conus (Lautoconus) annegretae Schönherr, 2018 · appellation alternative
- Varioconus annegretae (Schönherr, 2018) · non accepté

## Identifiants taxonomiques
Chaque taxon catalogué par les bases de données biologiques et taxonomiques possède un identifiant qui permet d'établir un point de référence. Les identifiants de Conus annegretae dans les principales bases sont les suivants :
CoL : XWWD - 